# Campeonato Capixaba de Futebol Feminino de 2014
O Campeonato Capixaba Feminino de 2014 foi a quinta edição do campeonato de futebol feminino do Estado do Espírito Santo. A competição foi organizada pela Federação de Futebol do Estado do Espírito Santo (FES). Com início em 15 de março e término em 28 de junho. Nessa edição, houve seis times participantes. O Comercial conquista o tricampeonato consecutivo.

## Regulamento
Na Primeira Fase as equipes jogam entre si em turno único, classificando-se as duas melhores equipes para a Final em jogos de ida e volta. O time campeão conquista a vaga na Copa do Brasil de Futebol Feminino de 2015.

### Critérios de desempate
Os critérios de desempate serão aplicados na seguinte ordem para cada fase:
Primeira Fase
1. Maior número de vitórias
2. Maior saldo de gols
3. Maior número de gols pró (marcados)
4. Confronto direto
5. Menor número de cartões vermelhos
6. Menor número de cartões amarelos
7. Sorteio

Final
1. Maior saldo de gols nos dois jogos
2. Cobrança de pênaltis

## Participantes
| Clube        | Cidade     | Temporada 2013 | Títulos (último) |
| ------------ | ---------- | -------------- | ---------------- |
| Anchieta     | Anchieta   | Não disputou   | 0 (não possui)   |
| Comercial    | Castelo    | Campeão        | 2 (2013)         |
| Jardinense   | Vila Velha | 4º Colocado    | 0 (não possui)   |
| Projeto SELC | Serra      | Vice-campeão   | 0 (não possui)   |
| Vila Nova    | Vila Velha | 3º Colocado    | 1 (2010)         |
| Vilavelhense | Vila Velha | Não disputou   | 0 (não possui)   |

## Primeira Fase
| Turno Único | Turno Único  | Turno Único | Turno Único | Turno Único | Turno Único | Turno Único | Turno Único | Turno Único | Turno Único | Turno Único | Turno Único | Turno Único |
| Pos         | Times        | Pts         | J           | V           | E           | D           | GP          | GC          | SG          | %           | Am          | Ver         |
| ----------- | ------------ | ----------- | ----------- | ----------- | ----------- | ----------- | ----------- | ----------- | ----------- | ----------- | ----------- | ----------- |
| 1           | Comercial    | 24          | 8           | 8           | 0           | 0           | 56          | 4           | 52          | 100         | 4           | 0           |
| 2           | Vila Nova    | 21          | 8           | 7           | 0           | 1           | 37          | 8           | 29          | 87,5        | 3           | 0           |
| 3           | Projeto SELC | 15          | 8           | 5           | 0           | 3           | 23          | 12          | 11          | 62,5        | 2           | 1           |
| 4           | Vilavelhense | 9           | 8           | 3           | 0           | 5           | 8           | 20          | -12         | 37,5        | 4           | 0           |
| 5           | Anchieta     | 3           | 8           | 1           | 0           | 7           | 6           | 35          | -29         | 12,5        | 1           | 0           |
| 6           | Jardinense   | 0           | 8           | 0           | 0           | 8           | 0           | 49          | -49         | 0           | 5           | 0           |

### Resultados
Primeira rodada
| 15 de março | Comercial | 11 – 0 | Jardinense | Estádio Independência, Castelo |
| 15:00       |           |        |            |                                |

| 24 de abril | Anchieta | 0 – 3 | SELC | Estádio Joaquim Ramalhete, Anchieta |
| 16:00       |          | W.O.  |      |                                     |

| 16 de março | Vila Nova | 3 – 0 | Vilavelhense | Vale Encantado, Vila Velha |
| 15:00       |           |       |              |                            |

Segunda rodada
| 22 de março | Anchieta | 0 – 7 | Comercial | Estádio Joaquim Ramalhete, Anchieta |
| 15:30       |          |       |           |                                     |

| 22 de março | Vilavelhense | 1 – 0 | Jardinense | Campo do Aplic, Vila Velha |
| 15:30       |              |       |            |                            |

| 23 de março | SELC | 2 – 4 | Vila Nova | Manoel Plaza, Serra |
| 15:30       |      |       |           |                     |

Terceira rodada
| 27 de abril | Comercial | 5 – 1 | Vilavelhense | Estádio Independência, Castelo |
| 10:30       |           |       |              |                                |

| 30 de abril | Vila Nova | 13 – 0 | Anchieta | Vale Encantado, Vila Velha |
| 15:00       |           |        |          |                            |

| 30 de abril | Jardinense | 0 – 9 | SELC | SESI de Cobilândia, Vila Velha |
| 15:00       |            |       |      |                                |

Quarta rodada
| 06 de abril | Vila Nova | 3 – 5 | Comercial | Vale Encantado, Vila Velha |
| 10:00       |           |       |           |                            |

| 06 de abril | SELC | 3 – 0 | Vilavelhense | Mata da Serra, Serra |
| 15:00       |      |       |              |                      |

| 06 de abril | Anchieta | 6 – 0 | Jardinense FC | Estádio Joaquim Ramalhete, Anchieta |
| 16:00       |          |       |               |                                     |

Quinta rodada
| 01 de maio | Comercial | 5 – 0 | SELC | Estádio Independência, Castelo |
| 15:30      |           |       |      |                                |

| 13 de abril | Jardinense | 0 – 3 | Vila Nova | SESI de Cobilândia, Vila Velha |
| 15:00       |            | W.O.  |           |                                |

| 18 de abril | Vilavelhense | 3 – 0 | Anchieta | Campo do Aplic, Vila Velha |
| 15:00       |              | W.O.  |          |                            |

Sexta rodada
| 10 de maio | Jardinense | 0 – 16 | Comercial | SESI de Cobilândia, Vila Velha |
| 10:00      |            |        |           |                                |

| 11 de maio | SELC | 3 – 0 | Anchieta | Mata da Serra, Serra |
| 15:00      |      | W.O.  |          |                      |

| 11 de maio | Vilavelhense | 1 – 5 | Vila Nova | Campo do Aplic, Vila Velha |
| 15:00      |              |       |           |                            |

Sétima rodada
| 17 de maio | Comercial | 3 – 0 | Anchieta | Estádio Independência, Castelo |
| 15:00      |           | W.O.  |          |                                |

| 18 de maio | Jardinense | 0 – 3 | Vilavelhense | SESI de Cobilândia, Vila Velha |
| 10:00      |            | W.O.  |              |                                |

| 08 de junho | Vila Nova | 3 – 0 | SELC | Vale Encantado, Vila Velha |
| 15:00       |           |       |      |                            |

Oitava rodada
| 07 de junho | Vilavelhense | 0 – 4 | Comercial | Normilha da Cunha, Vila Velha |
| 15:00       |              |       |           |                               |

| 18 de maio | Anchieta | 0 – 3 | Vila Nova | Estádio Joaquim Ramalhete, Anchieta |
| 15:00      |          | W.O.  |           |                                     |

| 24 de maio | SELC | 3 – 0 | Jardinense | Mata da Serra, Serra |
| 15:00      |      | W.O.  |            |                      |

Nona rodada
| 14 de junho | Comercial | 3 – 0 | Vila Nova | Estádio Independência, Castelo |
| 15:00       |           | W.O.  |           |                                |

| 14 de junho | Vilavelhense | 3 – 0 | SELC | Normilha da Cunha, Vila Velha |
| 15:00       |              |       |      |                               |

| 01 de junho | Jardinense | –              | Anchieta | SESI de Cobilândia, Vila Velha |
| 15:00       |            | Jogo Cancelado |          |                                |

Décima rodada
| 19 de junho | SELC | –              | Comercial | Mata da Serra, Serra |
| 15:00       |      | Jogo Cancelado |           |                      |

| 08 de junho | Vila Nova | 3 – 0 | Jardinense | Vale Encantado, Vila Velha |
| 15:00       |           | W.O.  |            |                            |

| 07 de junho | Anchieta | 0 – 3 | Vilavelhense | Estádio Joaquim Ramalhete, Anchieta |
| 15:00       |          | W.O.  |              |                                     |

## Finais
| 21 de junho | Vila Nova | 1 – 3 | Comercial | Vale Encantando, Vila Velha |
| 15:00       |           |       |           |                             |

| 28 de junho | Comercial | 1 – 2     | Vila Nova | Estádio Independência, Castelo |
| 14:00       |           | Relatório |           |                                |

## Premiação
| Campeonato Capixaba Feminino de 2014 |
| Castelo                              |
| ------------------------------------ |
| Comercial Campeão (3º título)        |